# Matij Ivanić
Matij (u nekim izvorima: Matija) Ivanić (Vrbanj, Hvar, oko 1445. – Rim, 1523.), bio je ugledan građanin hrvatskog gradića Hvara iz 16. stoljeća, vođa Hvarskog ustanka (1510. – 1514.) protiv Mletačke Republike. Nakon poraza, Ivanić je postao simbolom slobode u okupiranim hrvatskim krajevima pod mletačkom vlašću. Ustanak označava i borbu protiv Mletaka i borbu za radnički i seljački stalež. Spomenut je i u poznatoj revolucionarnoj pjesmi "Padaj silo i nepravdo". Poetski ga je dočarao Jure Franičević-Pločar u više pjesama posvećenih Hvarskom ustanku.
Najnovija otkrića Matija Ivanića predstavljaju kao pravog vizionara koji je koračao ispred svojega vremena i vodio borbu za budućnost koja se tijekom srednjovjekovlja tek nazirala.

## Vanjske poveznice
- Ivanić, Matij, vođa hvarskih pučana u ustanku 1510–14, Hrvatski biografski leksikon